# Bruisyard
Bruisyard är en by och en civil parish i distriktet East Suffolk i Storbritannien. Den ligger i grevskapet Suffolk och riksdelen England, i den sydöstra delen av landet, 130 km nordost om huvudstaden London. Orten har 168 invånare (2001).
Kustklimat råder i trakten. Årsmedeltemperaturen i trakten är 8 °C. Den varmaste månaden är juli, då medeltemperaturen är 18 °C, och den kallaste är februari, med 2 °C.